# Gamling
Gamling de Oude is een personage uit de wereld van J.R.R. Tolkien. Hij komt voor in De Twee Torens, het tweede deel van de trilogie In de Ban van de Ring. Gamling is de tweede kapitein van de koninklijke wacht van Rohan. Ook is hij de rechterhand van koning Théoden.
Gamling is geboren in de Westfold.
In de verfilming van het boek wordt Gamling gespeeld door de Nieuw-Zeelandse acteur Bruce Hopkins.